# Challenger de Little Rock 2021
El torneo Little Rock Challenger 2021 fue un torneo profesional de tenis. Perteneció al ATP Challenger Series 2021. Se disputó en su 2ª edición sobre superficie dura, en Little Rock, Estados Unidos entre el 31 de mayo al el 6 de junio de 2021.

## Jugadores participantes del cuadro de individuales
| Favorito | País                               | Jugador              | Rank1 | Posición en el torneo |
| -------- | ---------------------------------- | -------------------- | ----- | --------------------- |
| 1        | Bandera de China Taipéi            | Jason Jung           | 160   | Cuartos de final      |
| 2        | Bandera de Estados Unidos          | Michael Mmoh         | 169   | Baja                  |
| 3        | Bandera de Ecuador                 | Emilio Gómez         | 179   | FINAL                 |
| 4        | Bandera de Estados Unidos          | Ernesto Escobedo     | 187   | Segunda ronda         |
| 5        | Bandera de Estados Unidos          | Mitchell Krueger     | 206   | Semifinales           |
| 6        | Bandera de Estados Unidos          | Thai-Son Kwiatkowski | 218   | Cuartos de final      |
| 7        | Bandera de la República Dominicana | Roberto Cid Subervi  | 237   | Primera ronda         |
| 8        | Bandera de Estados Unidos          | Christopher Eubanks  | 240   | Primera ronda         |
| 9        | Bandera de Canadá                  | Peter Polansky       | 242   | Primera ronda         |

- 1 Se ha tomado en cuenta el ranking del 24 de mayo de 2021.

### Otros participantes
Los siguientes jugadores recibieron una invitación (wild card), por lo tanto ingresan directamente al cuadro principal (WC):
- Oliver Crawford
- Ryan Harrison
- Zane Khan

Los siguientes jugadores ingresan al cuadro principal tras disputar el cuadro clasificatorio (Q):
- Alexis Galarneau
- Dayne Kelly
- Stefan Kozlov
- Zachary Svajda

## Campeones

### Individual Masculino
- Jack Sock derrotó en la final a  Emilio Gómez, 7–5, 6–4

### Dobles Masculino
- Nicolás Barrientos /  Ernesto Escobedo derrotaron en la final acontra  Christopher Eubanks /  Roberto Quiroz, 4–6, 6–3, [10–5]